# Fire & Ice/Wolfpack
Fire & Ice/Wolfpack è una raccolta del gruppo hardcore punk statunitense DYS, pubblicata nel 1993 dall'etichetta discografica Taang! Records.
È la ristampa in un unico CD delle due precedenti riedizioni curate sempre dalla Taang! Records: Fire & Ice (ristampa dell'eponimo DYS) e Wolfpack (ristampa di Brotherhood).

## Tracce
Tutti i brani sono di Dave Smalley, eccetto dove indicato.
Brani tratti da Fire & Ice (ristampa dell'eponimo DYS)
1. Late Night - 2:26
2. Echoes - 4:40
3. The Loner - 4:12
4. Closer Still - 6:02
5. Which Side Am I - 5:12
6. No Pain, No Gain - 2:02
7. Held Back - 1:44
8. Graffitti - 5:32

Brani tratti da Wolfpack (ristampa di Brotherhood)
1. Wolfpack - 1:52
2. Open Up - 1:26
3. More Than Fashion - 1:31
4. Circle Storm - 0:36 (DYS)
5. City to City - 1:28
6. (The Girl's Got) Limits - 1:13
7. Brotherhood - 1:03
8. Yellow - 1:18
9. Stand Proud - 0:57 (Jonathan Anastas)
10. Insurance - 0:52
11. Escape - 2:21
12. Iron Man - 2:24
13. Dirty Dog - 0:31
14. Rub a Dub - 1:48

## Formazione
- Dave Smalley - voce
- Andy Strahan - chitarra
- Jonathan Anastas - basso
- Dave Collins - batteria
- Ross Luongo - batteria